# Agar.io
Agar.io (i daglig tale Agario) er et onlinespil multiplayer-spil, der oprindeligt var designet af en bruger på underholdningssitet 4chan, hvor det blev offentliggjort d. 28. april 2015, som et browserspil. Spillet blev hurtigt populært i hele verden, hvilket betød at det nåede op på 100.000 daglige brugere blot én måned efter. Det blev populært, grundet PewDiePie spillede det.[kilde mangler]